# Orthocladius calosandolum
Orthocladius calosandolum är en tvåvingeart som först beskrevs av Jean-Jacques Kieffer 1921.  Orthocladius calosandolum ingår i släktet Orthocladius och familjen fjädermyggor.
Artens utbredningsområde är Lettland. Inga underarter finns listade i Catalogue of Life.